# Burgstall Neuler
Der Burgstall bei Neuler ist eine abgegangene mittelalterliche Befestigungsanlage auf dem Gebiet von Neuler, einer Gemeinde im baden-württembergischen Ostalbkreis. Über die Geschichte der Burg ist so gut wie nichts mehr bekannt; Gebäudereste sind allenfalls unterirdisch vorhanden.

## Lage
Die alte Burgstelle liegt etwa 4 Kilometer nordwestlich der Ortsmitte von Neuler, auf einem bewaldeten halbkreisförmigen etwa 100 Höhenmeter zum Tal der Blinden Rot abfallenden Bergrücken (der Schlossbuck oder Schlösslesbuck) nördlich der Kreisstraße K 3233. Im Norden fließt der Mühlholzbach und im Süden der Hartbach. Das Gebiet war einst Teil der Herrschaft Adelmannsfelden. Ca. 200 Meter südöstlich steht das Forsthaus Burgstall. Der Platz war schon 1380 so bezeichnet, lag dann wüst und wurde erst 1799 neu gegründet, als Freifrau Louise von Onz ihre Güter mit eigener Gemarkungsgrenze an einen Melchior Wagner verkaufte und dieser auf demselben ein Haus baute; heute steht hier das Forsthaus. Möglicherweise befand sich an dieser Stelle ein Wirtschaftshof der ehemaligen Burg.

## Geschichte
Über die Geschichte der Burg ist nicht viel bekannt. Erstmals erwähnt wird ein Burgstall im Jahre 1380. Als Burgstall wurde in dieser Zeit noch eine (kleine) Burg bezeichnet.
In der Beschreibung des Oberamts Ellwangen heißt es, dass unter dem Waldboden noch Mauerreste vorhanden waren.

## Sage
Nach einer alten Sage sollen besonders zur Herbst- und Frühlingszeit an der Burgstelle zwei weiße Fräulein spuken, die Klagelaute von sich geben sollen.